# Mukhinite
La mukhinite (simbolo IMA: Muk) è un minerale piuttosto raro del supergruppo dell'epidoto all'interno del quale viene collocato nel gruppo dell'epidoto; appartiene alla famiglia minerale dei "silicati" e possiede formula chimica Ca2(Al2V3+)(Si2O7)(SiO4)O(OH). Strutturalmente appartiene ai sorosilicati.

## Etimologia e storia
La mukhinite è stata chiamata in questo modo nel 1969 in onore di Aleksei Stepanovich Mukhin (1910 - 1974) a opera di A.V. Shepel e M.V. Karpenko. Mukhin era un geologo dell'Amministrazione geologica della Siberia occidentale e diede un grande contributo allo studio dei giacimenti di minerale di ferro a Gornaya Shoria, il giacimento di minerale di ferro in cui il minerale fu trovato per la prima volta.

## Classificazione
La classica nona edizione della sistematica dei minerali di Strunz, aggiornata dall'Associazione Mineralogica Internazionale (IMA) nel 2009, elenca la mukhinite nella classe "9. Silicati (germanati)" e nella sottoclasse "9.B Sorosilicati"; questa viene ulteriormente suddivisa in base alla composizione del minerale e alla sua struttura, in modo da trovare la mukhinite nella sezione "9.BG Sorosilicati con gruppi misti SiO4 e Si2O7; cationi in coordinazione ottaedrica [6] e superiore" dove insieme a clinozoisite, clinozoisite-(Sr), epidoto, epidoto-(Pb), epidoto-(Sr), manganipiemontite-(Sr), piemontite-(Ca), piemontite-(Pb) e piemontite-(Sr) forma il sistema nº 9.BG.05.a.
Tale classificazione si mantiene invariata anche nell'edizione successiva, proseguita dal database "mindat.org" e chiamata Classificazione Strunz-mindat, nella quale i minerali che accompagnano la mukhinite cambiano leggermente, più che altro nel loro nome in seguito ad alcune ridefinizioni dell'IMA: piemontite, hancockite, i già citati epidoto, epidoto-(Sr), clinozoisite e un minerale analogo del gallio dell'epidoto, ancora senza nome.
Nella Sistematica dei lapis (Lapis-Systematik) di Stefan Weiß la mukhinite si trova nella classe dei "silicati" e nella sottoclasse dei "sorosilicati"; qui è nella sezione dei minerali con "strutture miste con [SiO4]4- e gruppi [Si2O7]6-; gruppo dell'epidoto", dove forma il sistema nº VIII/C.23 insieme a varie allaniti, alnaperbøeite-(Ce), åskagenite-(Nd), clinozoisite, dissakisite-(Ce), dissakisite-(La), dollaseite-(Ce), epidoto, epidoto-(Sr), ferriallanite-(Ce), ferriallanite-(La), ferriperbøeite-(Ce), ferriakasakaite-(La), ferriandrosite-(La), gatelite-(Ce), hancockite, khristovite-(Ce), niigataite, manganiakasakaite-(La), manganiandrosite-(Ce), manganiandrosite-(La), perbøeite-(Ce), piemontite, piemontite-(Pb), piemontite-(Sr), tweddillite, uedaite-(Ce), vanadoandrosite-(Ce), vanadoallanite-(La), västmanlandite-(Ce) e zoisite.
Anche la classificazione dei minerali secondo Dana, usata principalmente nel mondo anglosassone, elenca la mukhinite nella famiglia dei "silicati"; qui è nella classe dei "sorosilicati: gruppi insulari, misti, singoli e tetraedrici più grandi" e nella sottoclasse dei "sorosilicati: gruppi tetraedrici insulari, misti, singoli e più grandi con cationi in [6] e coordinazione superiore; gruppi singoli e doppi (n=1,2)". Qui è nel "gruppo dell'epidoto (sottogruppo della clinozoisite)" insieme a clinozoisite, clinozoisite-(Sr), epidoto, epidoto-(Pb), epidoto-(Sr), gatelite-(Ce), piemontite, piemontite-(Sr), tweddillite e uedaite-(Ce), con le quali forma il sistema nº 58.2.1a.

## Abito cristallino
La mukhinite cristallizza nel sistema monoclino con gruppo spaziale sconosciuto; i parametri reticolari sono a = 8,90 Å, b = 5,61 Å, c = 10,15 Å e β = 115,50°, oltre ad avere 2 unità di formula per cella unitaria.
È stata anche studiata una varietà di mukhinite ricca di terre rare, per la quale è stato trovato il gruppo spaziale P21/m (gruppo nº 11) e i parametri di reticolo a = 8,8972(11) Å, b = 5,6221(6) Å, c = 10,1519(12) Å e β = 115,169°.

## Origine e giacitura
La mukhinite è stata trovata nel marmo associato a un giacimento di ferro oppure in minerali in fase avanzata in rocce metamorfiche contenenti granato; la paragenesi è con goldmanite, muscovite, pirite, pirrotite, sfalerite, calcopirite, granato, diopside, titanite, quarzo, clinozoisite, galena e molibdenite.
Il minerale è piuttosto raro ed è stato trovato solo nella sua località tipo, il deposito di "Tashelginskoye" nell'oblast' di Kemerovo (Russia), ma anche sui monti Chibiny nell'oblast' di Murmansk; ritrovamenti anche a Borghetto di Vara (Liguria, Italia), a Weiten (Bassa Austria, Austria), a Pezinok e Čierna Lehota (Slovacchia), sulle montagne Lelatema (nella regione del Manyara, Tanzania) e nella contea di Fergus (nel Montana, Stati Uniti).

## Forma in cui si presenta in natura
La mukhinite forma grani irregolari fino a 5 mm di diametro e si presenta anche come cristalli prismatici irregolari e corti fino a 1x2,5 mm.
Il minerale ha lucentezza vitrea e colore nero con una sfumatura brunastra; il colore del suo striscio è grigio-marroncino pallido.